# Oleksandr Hladkyj
Oleksandr Mykolajovyč Hladkyj (in ucraino Олександр Миколайович Гладкий?; Lozova, 24 agosto 1987) è un calciatore ucraino, attaccante dell'Avanhard Lozova.
Il suo cognome è traslitterato, oltre che in Hladkyj, in Gladkij, Hladky, Hladkiy e Gladkyy.

## Carriera

### Club
Nella stagione 2004-2005 esordisce nella massima divisione ucraina con il Metalist Kharkiv, terminando la stagione con 9 presenze ed un gol. Nelle stagioni 2005-2006 e 2006-2007 gioca con il Kharkiv, totalizzando 52 presenze e 14 gol. Nel campionato 2006-2007 è il calciatore a segnare di più, arrivando infatti a 13 gol. L'8 giugno 2007, Gladkyy viene acquistato dallo Šachtar per 2.5 milioni di euro, facendo firmare all'attaccante ventenne un contratto quinquennale. Nel suo debutto con la nuova squadra (amichevole) realizza il gol decisivo e realizza una doppietta nella successiva amichevole.

### Nazionale
Ha partecipato ai Mondiali Under-20 del 2005.
Oleksandr Hladkyj è stato nel giro dell'Ucraina under 21, con la quale ha segnato 5 gol in 15 presenze. Il 22 agosto 2007 esordì con la nazionale maggiore in un'amichevole contro l'Uzbekistan.

## Palmarès

### Club

#### Competizioni nazionali
- Campionato ucraino: 2

Šachtar: 2007-2008, 2009-2010
- Coppa d'Ucraina: 2

Šachtar: 2007-2008, 2015-2016
- Supercoppa d'Ucraina: 5

Šachtar: 2008, 2010, 2014, 2015
Dinamo Kiev: 2016

#### Competizioni internazionali
- Coppa UEFA: 1

Šachtar: 2008-2009